# Droga N982 (Holandia)
Droga prowincjonalna N982 (nid. Provinciale weg 982) – droga prowincjonalna w Holandii, w prowincji Groningen. Łączy wieś Oldehove z drogą prowincjonalną N983.
N982 to droga jednopasmowa o maksymalnej dopuszczalnej prędkości 80 km/h. Droga nosi nazwę Boventilsterweg.